# Berschweiler bei Kirn
Berschweiler bei Kirn là một xã thuộc huyện Birkenfeld, bang Rheinland-Pfalz, phía tây nước Đức. Xã Berschweiler bei Kirn có diện tích km², dân số thời điểm ngày 31 tháng 12 năm 2006 là 290 người.